# GLAAD
GLAAD，前称Gay & Lesbian Alliance Against Defamation（同性恋者反诋毁联盟）是一个美国非政府媒体监测组织，由媒体业中的LGBT人士创办。2013年3月之前，"GLAAD"一直是正式名称"Gay & Lesbian Alliance Against Defamation（同性恋者反诋毁联盟）"的缩写，但由于同性恋者反诋毁联盟这个名称不包括双性恋和跨性別，因此组织将GLAAD改为正式名称。

## 历史
1985年GLAAD成立于纽约，以抗议《紐約郵報》的诽谤和耸人听闻的艾滋病报道，GLAAD向媒体组织施加压力，要求结束其恐同报道。创始成员包括电影学者Vito Russo；Gregory Kolovakos，当时是纽约州艺术委员会的工作人员，后来成为第一任执行董事；Darryl Yates Rist；Allen Barnett和Jewelle Gomez，该组织的第一位财务主管。
1987年，在与GLAAD会面后，《纽约时报》改变其编辑政策，使用“Gay”一词而不是更严厉的术语来指代同性恋。GLAAD主张美联社和其他电视和印刷新闻媒体也要效仿。GLAAD的影响力很快蔓延到了洛杉矶，组织者开始与娱乐业合作，改变LGBT在屏幕上的形象。
《娱乐周刊》将GLAAD列为好莱坞最具影响力的实体之一，《洛杉磯時報》称GLAAD“可能是游说媒体参与的最成功的组织之一”。
2013年，Jennifer Finney Boylan被选为GLAAD全国董事会第一位公开的变性联合主席。

### 名称变更
2013年3月24日，GLAAD宣布他们正式放弃了“同性恋者反诋毁联盟”这个名称，现在用GLAAD来更准确地反映他们的工作，更名是承诺将双性恋和跨性別人群纳入其全力支持LGBT社区的努力中。

### 主管
Sarah Kate Ellis是GLAAD现任主席和CEO。Ellis自2014开始担任主席，在她带领下GLAAD的收入增长了38％。2015年，Ellis聘请Nick Adams担任跨性别媒体计划的主管。

## 项目

### GLAAD媒体奖

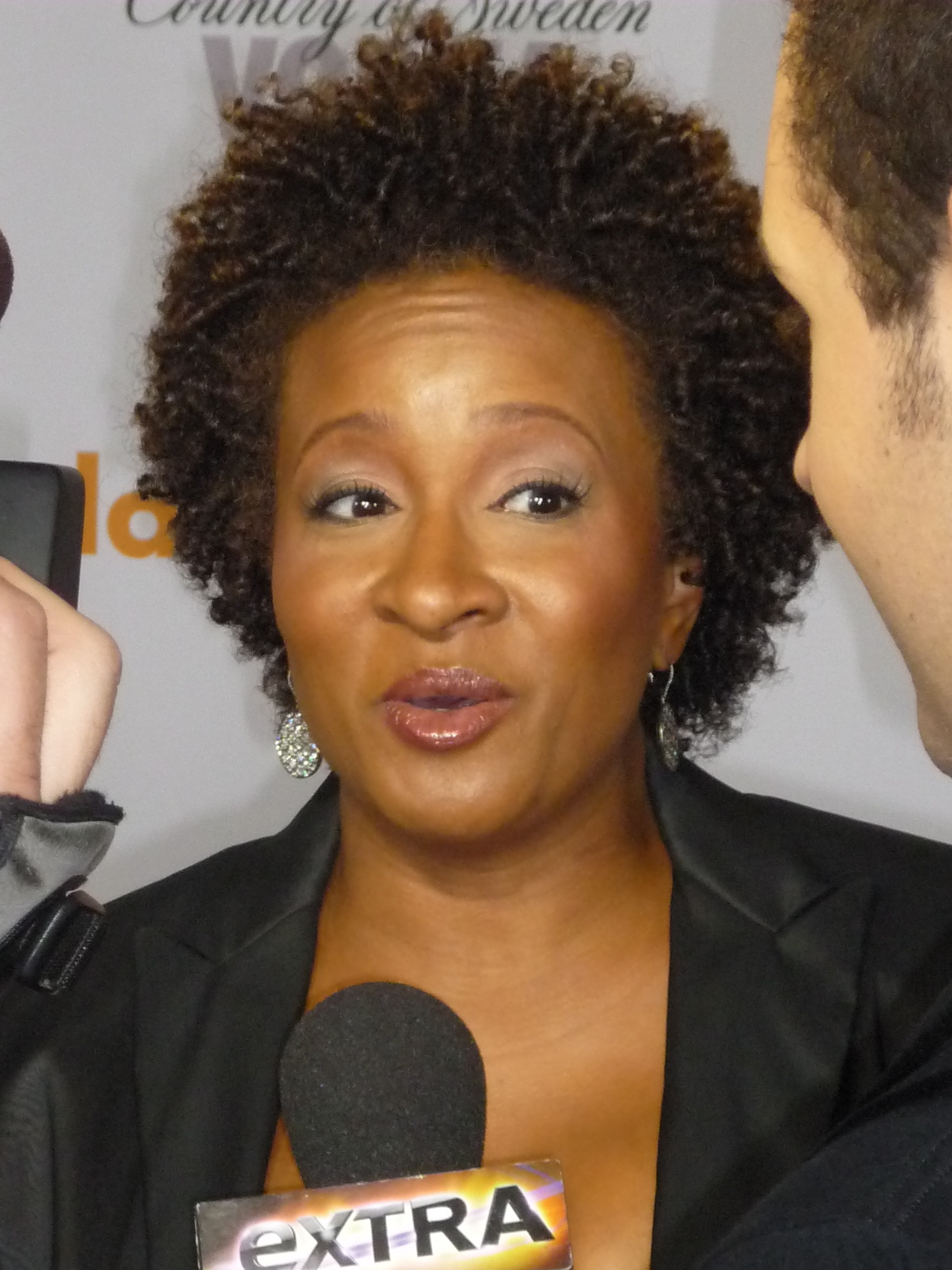
喜剧演员旺达·塞克丝在2010年GLAAD媒体奖上

GLAAD媒体奖创立于1989年。颁奖仪式每年在纽约，洛杉矶和旧金山举办。

## 运动
GLAAD发起Together Movement，鼓励所有人加入来支持受歧视的人，包括女性，穆斯林，移民和LGBTQ+社群的成员。
2010年，GLAAD创立精神日活动。精神日是一年一度的国家行动日，旨在向LGBTQ青年表明，他们并不孤单，因为他们周围有大量的支持。
2016年，精神日是世界上规模最大，最引人注目的反欺凌运动。
这项运动旨在通过举办活动和集会，鼓励教育工作者采取行动反对欺凌，从而将反欺凌资源带到世界各地的教室。该活动还创建了一个GLAAD精神日工具包，供课堂使用，有6种语言可供选择。

## 延伸阅读
- Myers, Daniel J.; Daniel M. Cress. . Emerald Group Publishing. 2004. ISBN 0-7623-1037-5.